# Aérodrome de Miquelon
Het vliegveld Miquelon (Frans: Aérodrome de Miquelon) is samen met het vliegveld van Saint-Pierre, de enige luchthaven van het Franse overzeese gebied Saint-Pierre en Miquelon. De luchtvaartmaatschappij die de vluchten bewerkstelligt, is Air Saint-Pierre.